# Josef Thorak
Josef Thorak (Salisburgo o Vienna, 7 febbraio 1889 – Bad Endorf, 26 febbraio 1952) è stato uno scultore, artigiano e medagliere austriaco naturalizzato tedesco.

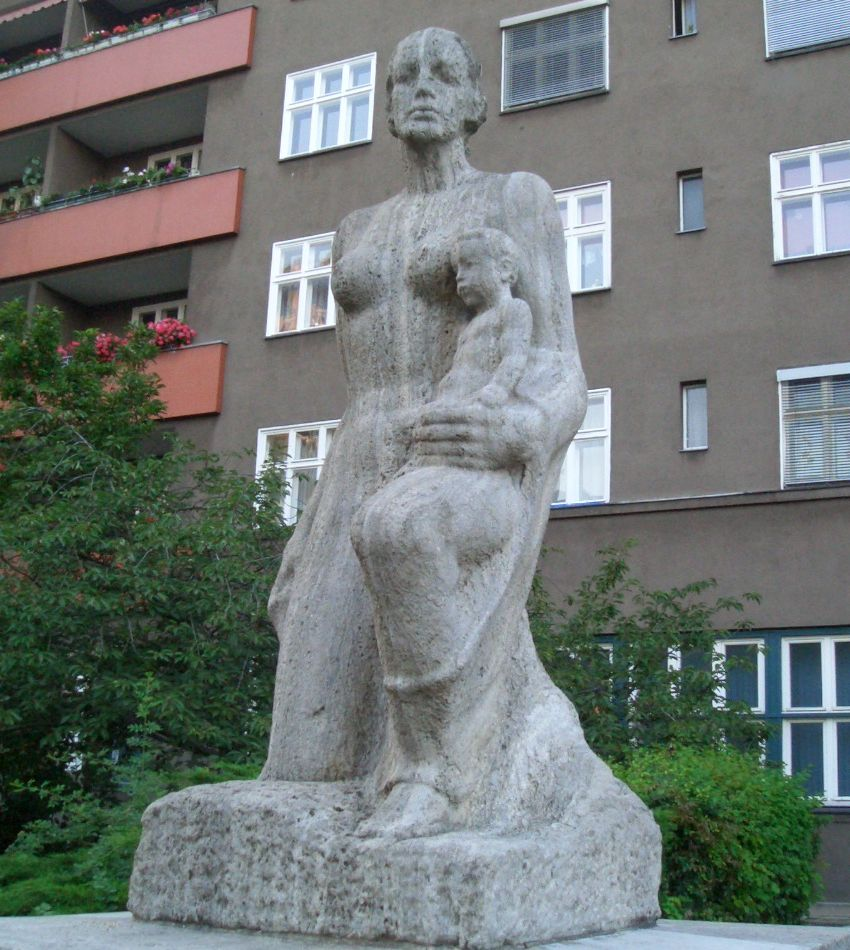

È conosciuto per i suoi "monumenti colossali".

## Biografia
Nato in Austria, studiò dal 1910 al 1914 all'Accademia d'arte di Vienna e poi si laureò a Berlino.
Nel 1922, la reputazione di Thorak crebbe molto quando realizzò Der sterbende Krieger ("il guerriero morente"), una statua in memoria dei caduti della prima guerra mondiale di Stolpmünde.

### Artista del Terzo Reich
Nel 1933 e negli anni seguenti, Thorak si unì ad Arno Breker come uno dei due scultori ufficiali del Terzo Reich. Nel suo laboratorio fuori Monaco di Baviera, Thorak lavorò a statue che rappresentassero la vita del popolo tedesco sotto la guida nazionalsocialista; questi lavori erano su scala eroica, fino a 20 metri di altezza.
I suoi lavori ufficiali in questo periodo includono un gran numero di sculture dello stadio olimpico di Berlino del 1936. Albert Speer parla di Thorak come «più o meno il "mio" scultore, che di frequente ha realizzato statue e bassorilievi per i miei edifici» e «colui che creò il gruppo di figure per il padiglione tedesco all'Esposizione Universale di Parigi».
La sua opera "Kameradschaft" si ergeva al di fuori del padiglione, ritraendo due enormi figure maschili nude, con le mani giunte uno al lato dell'altro, in una posa di difesa e di cameratismo razziale.
Alcune influenze espressioniste possono essere ravvisate nel suo stile neoclassico.